# Podnoszenie ciężarów na Letnich Igrzyskach Olimpijskich 1924
Podnoszenie ciężarów na Letnich Igrzyskach Olimpijskich 1924 w Paryżu odbyło się w dniach 21 – 24 lipca w hali Vélodrome d'Hiver. W zawodach wzięło udział 107 sztangistów (tylko mężczyzn) z 16 krajów. Tabelę medalową wygrali Włosi z trzema złotymi krążkami. 

## Galeria

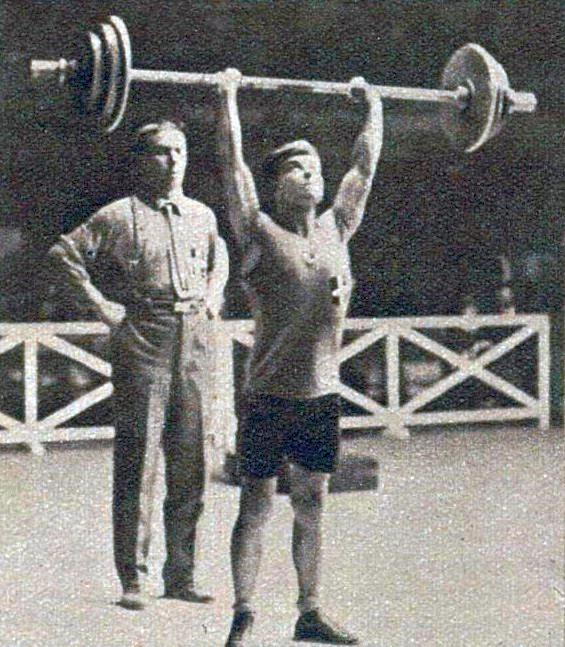
Pierino Gabetti - mistrz olimpijski w wadze piórkowej.
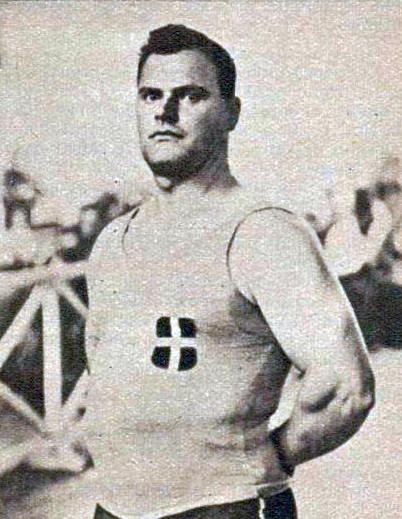
Giuseppe Tonani - mistrz olimpijski w wadze ciężkiej.

## Medaliści
| Konkurencja | Złoto               | Wynik    | Srebro            | Wynik    | Brąz              | Wynik    |
| 60 kg       | Pierino Gabetti     | 402,5 kg | Andreas Stadler   | 385,0 kg | Arthur Reinmann   | 382,5 kg |
| 67,5 kg     | Edmond Decottignies | 440,0 kg | Anton Zwerina     | 427,5 kg | Bohumil Durdis    | 425,0 kg |
| 75 kg       | Carlo Galimberti    | 492,5 kg | Alfred Neuland    | 455,0 kg | Jaan Kikkas       | 450,0 kg |
| -82,5 kg    | Charles Rigoulot    | 502,5 kg | Fritz Hünenberger | 490,0 kg | Leopold Friedrich | 490,0 kg |
| +82,5 kg    | Giuseppe Tonani     | 517,5 kg | Franz Aigner      | 515,0 kg | Harald Tammer     | 497,5 kg |

## Tabela medalowa zawodów
| Poz. | Państwo        |   |   |   | Łącznie |
| ---- | -------------- | - | - | - | ------- |
| 1    | Włochy         | 3 | 0 | 0 | 3       |
| 2    | Francja        | 2 | 0 | 0 | 2       |
| 3    | Austria        | 0 | 3 | 1 | 4       |
| 4    | Estonia        | 0 | 1 | 2 | 3       |
| 5    | Szwajcaria     | 0 | 1 | 1 | 2       |
| 6    | Czechosłowacja | 0 | 0 | 1 | 1       |